# Gattendorf (Oberfranken)
Gattendorf er en kommune i Landkreis Hof i den nordøstlige del af den bayerske regierungsbezirk Oberfranken i det sydlige Tyskland. Den er en del af Verwaltungsgemeinschaft Feilitzsch. Kommunen ligger i Bayerske Vogtland omkring 12 kilometer øst for byen Hof.

## Geografi

### Inddeling
Ud over Gattendorf med 1.008 indbyggere, er der i kommunen disse landsbyer og bebyggelser:
| - Döberlitz 47 - Gumpertsreuth 60 - Hintereggeten - Kirchgattendorf - Neuenreuth 10 - Neugattendorf - Oberhartmannsreuth 41 | - Oberhöll - Quellitzhof - Quellitzmühle - Schloßgattendorf - Unterhöll - Vordereggeten - Waldfrieden 3 |